# 黒宮一太
黒宮 一太（くろみや かずもと、1972年 - ）は、日本の政治学者、京都文教大学総合社会学部准教授。専門はナショナリズム論、および国家に関する考察。

## 略歴
愛知県生まれ。1997年、京都大学法学部卒業。同大学院人間・環境学研究科博士後期課程研究指導認定退学。2006年、博士号（人間・環境学）を取得。博士論文のタイトルは「ネイションとの再会」。雑誌『京の発言』編集委員を務め、同誌に寄稿した。現在は雑誌『表現者』などに寄稿している。

## 著書

### 単著
- 『ネイションとの再会』（NTT出版、2007年）

### 共編著
- （施光恒）『ナショナリズムの政治学――規範理論への誘い』（ナカニシヤ出版、2009年）

### 共著
- 『現代社会論のキーワード』（ナカニシヤ出版、2009年）
- 『ナショナリズム論・入門』（有斐閣、2009年）
- 『「リベラル・ナショナリズム」の再検討 -国際比較の観点から見た新しい秩序像-』（ミネルヴァ書房、2012年）